# Étienne de Joly

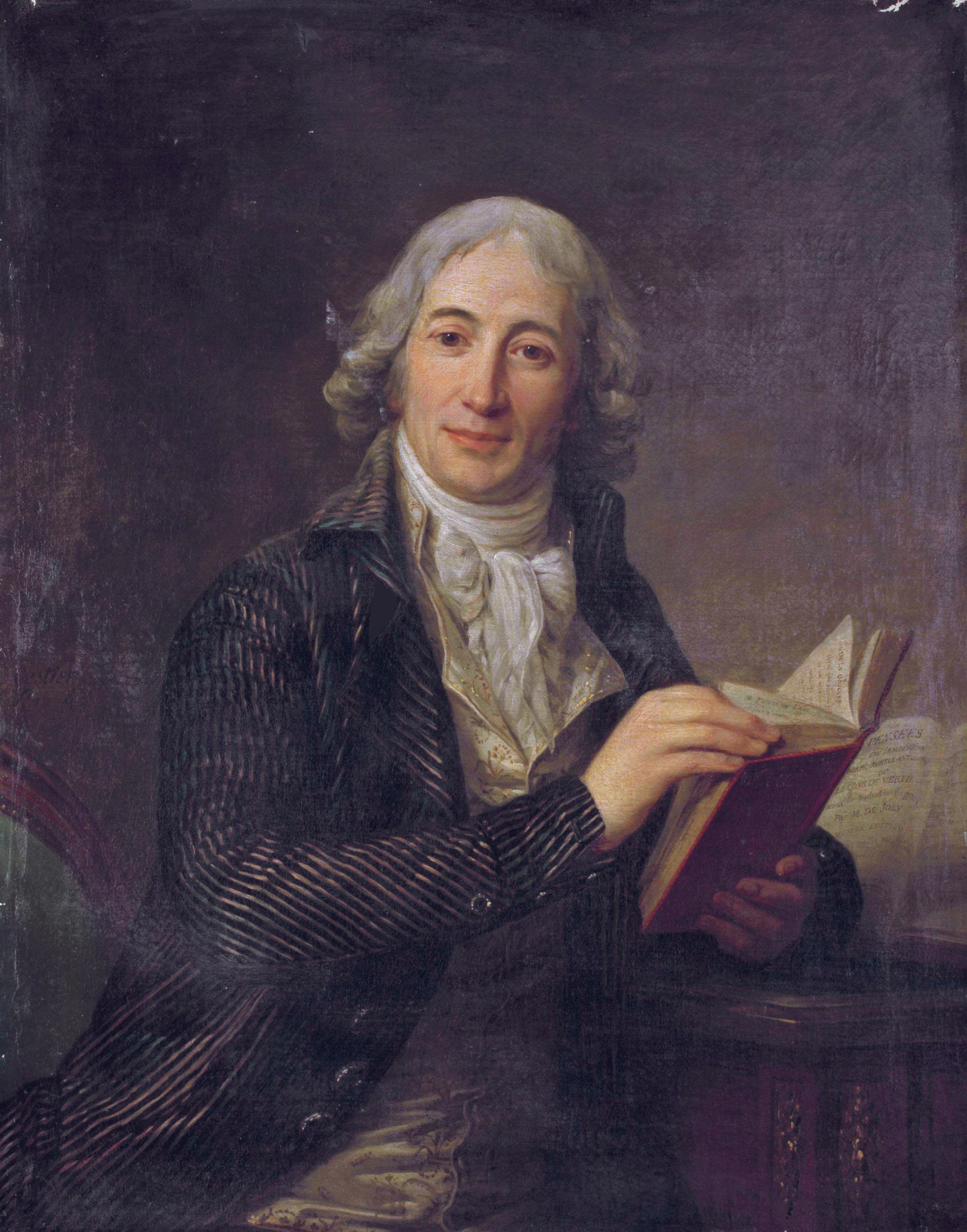
Etienne Louis Hector de Joly (Antoine Vestier)

Étienne Louis Hector de Joly (* 22. April 1756 in Montpellier (Département Hérault); † 3. April 1837 in Paris) war ein französischer Politiker, Rechtsanwalt und letzter Siegelbewahrer von Ludwig XVI.

## Leben
De Joly war ein Sohn des Rechtsanwalts Jean-François de Joly und dessen Ehefrau Suzanne, geb. Raissac. Er studierte Rechtswissenschaften an der Universität Montpellier und wurde im März 1778 zum Anwalt am Präsidialamt von Montpellier ernannt. Nach dem Studium ging er nach Paris, um dort zu arbeiten. 
1790 änderte de Joly die Schreibweise seines Namens in Etienne-Louis-Hector Dejoly. Am 4. Juli wurde er zum Justizminister und am 21. Juli 1792 zum Innenminister berufen. 1815 wurde er Bürgermeister von Créteil. Er legte das Amt jedoch nieder, als Napoleon von seinem Exil auf der Insel Elba zurückkehrte. Von 1819 bis 1831 war er nochmals Bürgermeister von Créteil. 
1826 wurde er in die Ehrenlegion im Rang eines Chevaliers aufgenommen.

## Familie
Am 15. November 1784 heiratete de Joly Marie-Eléonore Michaut, eine Tochter des Staatsanwalts Philippe-Germain Michaut. Sie hatten vier Kinder. In zweitere war er mit Jeanne-Marie Couturier, einer Schauspielerin der Opéra-Comique, verheiratet. Insgesamt war er dreimal verheiratet.